# Piotr Urajew
Piotr Wasiljewicz Urajew (ros. Пётр Васи́льевич Ура́ев, ur. 1910 we wsi Bieriezina w guberni niżnonowogrodzkiej, zm. 22 lipca 1967) – I sekretarz Maryjskiego Komitetu Obwodowego KPZR (1963-1967).
W 1933 ukończył technikum rolnicze, 1933-1935 odbywał służbę w Armii Czerwonej, 1935-1942 był starszym agronomem i dyrektorem stanicy maszynowo-traktorowej w obwodzie permskim/mołotowskim. Od 1939 członek WKP(b), od maja 1942 I sekretarz rejonowego komitetu WKP(b) w obwodzie mołotowskim, potem szef wydziału Komitetu Obwodowego WKP(b) w Mołotowie (Permie), 1946-1949 słuchacz Wyższej Szkoły Partyjnej przy KC WKP(b). Od 1949 instruktor wydziału KC WKP(b), później zastępca kierownika pododdziału Wydziału Rolnego KC KPZR, 1956-1957 II sekretarz Tatarskiego Komitetu Obwodowego KPZR, od 14 czerwca 1957 do listopada 1963 II sekretarz Baszkirskiego Komitetu Obwodowego KPZR. Od 29 listopada 1963 do śmierci I sekretarz Maryjskiego Komitetu Obwodowego KPZR, od 8 kwietnia 1966 do śmierci zastępca członka KC KPZR. Deputowany do Rady Najwyższej ZSRR od 5 do 7 kadencji. Odznaczony Orderem Lenina i Orderem Wojny Ojczyźnianej I klasy (2 lutego 1945).